# Elrad
Elrad – Magazin für Elektronik und technische Rechneranwendung（コンピューティング関連のエレクトロニクスと技術雑誌）とはかつて発行されていたドイツのセミプロ読者向けコンピュータ雑誌でハインツ・ハイスが1977年11月から1997年6月まで出版していた。
1983年、elradの増刊の1つだった「computing today」を現在も続く雑誌c'tとして独立させ同出版社で出版した。1992年、elradは同じドイツの雑誌である「Der Elektroniker」を吸収した。
1997年、誌名の権利とサブスクリプションベースがブラッチマン・パブリッシャーズ(Bruchmann publishers)に売却され、1997年6月から破産する1998年まで出版していた。1998年8月に新たな所有者のもとで最終号が出版された。2005年、ハイスは自身が出版していた頃の雑誌全号のファクシミリを載せたアーカイブDVDを発売した。